# Richelieu (Quebec)
Richelieu é uma cidade localizada na província de Quebec no Canadá.